# Hymenoscyphus sparsus
Hymenoscyphus sparsus är en svampart som först beskrevs av Jean Louis Emile Boudier, och fick sitt nu gällande namn av Baral 1985. Hymenoscyphus sparsus ingår i släktet Hymenoscyphus och familjen Helotiaceae.   Inga underarter finns listade i Catalogue of Life.